# Innesto FD

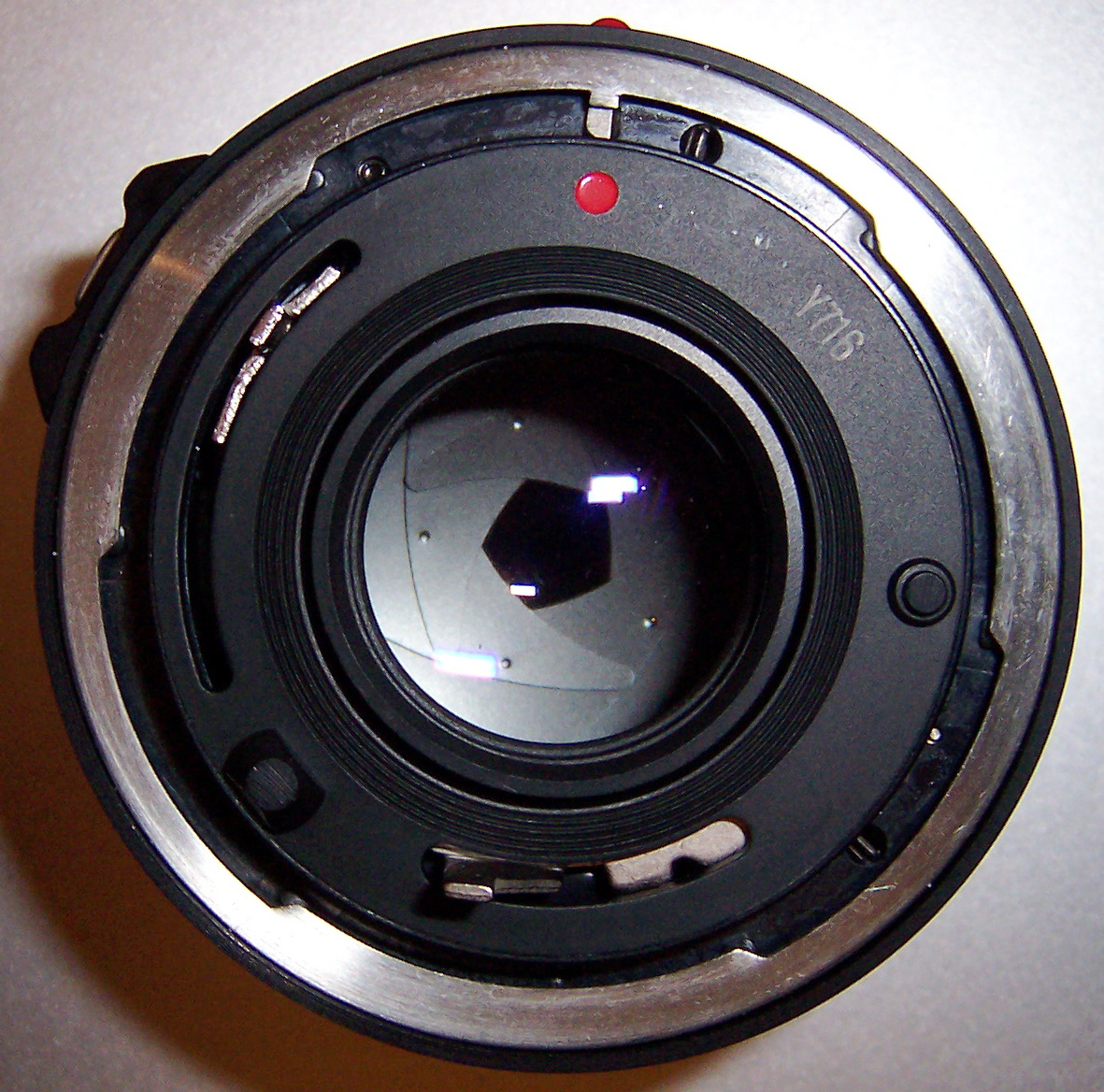
Obiettivo Canon (new)FD 1.8/50mm. Per il fissaggio il punto rosso viene fatto aderire a quello della fotocamera e l'obiettivo ruotare verso destra fino al blocco. Per sbloccare è di solito presente un pulsante (in alto a sinistra).

Con innesto o attacco FD si intende il terzo sistema, a fuoco manuale, di innesto tra fotocamera SLR ed obiettivo introdotto da Canon in ordine di tempo. Usa il medesimo tipo di innesto breech-lock dei precedenti attacchi Canon R ed FL. 
Con esso viene introdotta la lettura esposimetrica TTL a tutta apertura, resa possibile da un ulteriore collegamento meccanico tra corpo macchina e obiettivo.  
Nel 1981 viene prodotto l'FD 35-70 mm f/4 AF, un obbiettivo autofocus con motore integrato e sensore autofocus non TTL, primo tentativo di introdurre l'autofocus, da parte di Canon, nelle sue macchine.
Il successivo attacco EF, per macchine autofocus TTL, utilizzerà invece un sistema di aggancio a baionetta e sarà caratterizzato da un diametro maggiore ed un tiraggio più lungo di 2 millimetri.

## Storia
L'attacco FD è presentato nel 1971 come successore dell'attacco Canon FL ed è utilizzato, per esempio, sulle fotocamere F-1, FTb, A-1, AE-1 e su quelle della Serie T. È sostituito nel 1987 dall'attacco EF (Electro Focus), quest'ultimo integrato nel 2003 dall'attacco EF-S (Short backfocus) destinato alle fotocamere con sensore APS-C.

## Montaggio e funzionamento
Sui primi modelli di obiettivi con tale innesto, questi vengono accoppiati al corpo macchina già orientati nella posizione definitiva, senza necessità di ruotare la lente, come invece accade nelle controparti con il successivo attacco Canon EF e in quasi tutti gli obiettivi fotografici contemporanei. Il blocco, infatti, avviene attraverso la rotazione di un anello filettato situato all'estremità interna del corpo obiettivo (breech-lock) che garantisce una salda connessione con il corpo macchina.
I vantaggi di questo schema risiedono nel fatto che le parti di obiettivo e fotocamera che vengono in contatto, responsabili della precisione dell'innesto quindi della qualità ottica, rimangono ferme e non sono soggette allo sfregamento dovuto alla rotazione durante l'innesto. Tale rotazione potrebbe, in astratto, portare al logorio delle due superfici e, dunque, a variazioni della distanza tra obiettivo e piano pellicola.
Infatti, quale caratteristica unica ai sistemi breech lock, l'usura dovuta all'utilizzo intenso può interessare solamente l'unica parte mobile, ossia il collare stringente, e viene pertanto compensata dalla eventuale maggiore rotazione dello stesso, senza che ciò possa influire sulla distanza retrofocale.
Nell'attacco FD è utilizzato un solo componente, in genere la testa di una vite o una simile protutrusione dal lato obiettivo, che nel montaggio si adagia in una fessura alle ore dodici della baionetta, garantendo la corretta posizione della lente e permettendo che sia solo il collare a ruotare.
Nel 1979 fu introdotta la serie New-FD, benché le ottiche appartenenti a tale serie siano marcate sempre solo come FD. Questi obiettivi sono accoppiati alla fotocamera attraverso un movimento rotatorio, simile ai successivi, moderni innesti a baionetta EF. I punti rossi di riferimento su obiettivo e fotocamera vanno allineati e l'obiettivo quindi ruotato in senso orario (vista frontale) fino al blocco. Con la serie FD il pulsante di arresto si trova sull'obiettivo stesso (pulsante quadrato color acciaio). Entrambe le serie erano perfettamente compatibili con tutte le macchine con attacco FD indipendentemente dall'anno di produzione della macchina.

## Obiettivi
Esiste un'ampia gamma di obiettivi, sia a focale fissa, zoom e per soffietto. Agli obiettivi di qualità superiore appartengono i serie L di fascia alta, con lenti apocromatiche o asferiche o alle terre rare come la fluorite. 
Alcuni obbiettivi specializzati sono: 
- Obiettivo decentrabile TS 35 f/2.8
- 85 f/2.8 Softfocus per ritratto, con sfocato selezionabile su 3 valori.
- 500 f/8.0 catadiottrico
- Fisheye 7.5 e 15 mm
- Photomicro 20 e 35 mm
- 35-70 mm f/4 AF (unico autofocus prodotto)